# Xyloperthodes nasifer
Xyloperthodes nasifer är en skalbaggsart som beskrevs av Pierre Lesne 1906. Xyloperthodes nasifer ingår i släktet Xyloperthodes och familjen kapuschongbaggar. Inga underarter finns listade i Catalogue of Life.